# Istedgade

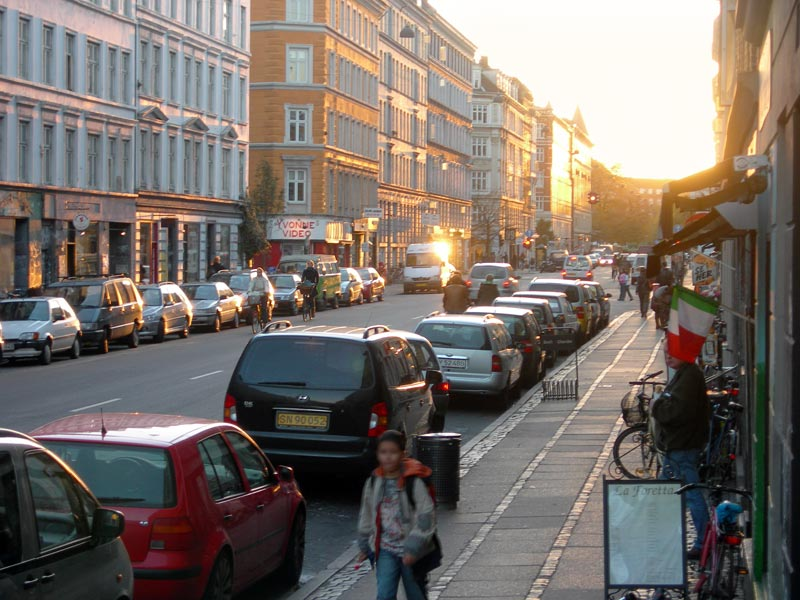
Istedgade

Istedgade är en gata mitt i Köpenhamns tätaste hotelldistrikt på Vesterbro. 
Gatan, som är uppkallad efter slaget vid Isted under Slesvig-holsteinska kriget,  startar vid Københavns Hovedbanegårds västra sida och går cirka 1,1 kilometer i sydvästlig riktning och slutar vid Enghave Plads. Längs gatan ligger, förutom många hotell, allt från diverse porrklubbar – både "liveklubbar" och dygnetruntöppna porrbiografer – till pubar och "caféer" (ett café i Danmark är företrädesvis en publiknande inrättning utan matservering). 
Gatan var tidigare ökänd för sin prostitution och haschhandel  men den västra delen har på senare år blivit ett populärt ställe med trevliga kaféer, restauranger och butiker. Det hårda livet på Istedgade beskrevs 1979 av Peter Belli i en dansk version av Barry Manilows Copacabana med namnet Istedgade.